# 1933年のNFL
1933年のNFLは、NFLの14年目のシーズンである。前年のプレイオフ制度が成功を収めたので、リーグを設立して初めて地区分けを行い、両地区の優勝チームがNFLチャンピオンシップでチャンピオンを決定する方式を採用した。この年からパイレーツ（後のスティーラーズ）、イーグルス、レッズの3チームが新たに加わり、ステープルトンズがリーグを脱退した。また、ボストン・ブレーブスがボストン・レッドスキンズに名称を変更した。
シーズンは、シカゴ・ベアーズがニューヨーク・ジャイアンツを破った初めてのNFLチャンピオンシップで幕を下ろした。

## ルール変更
前年のプレイオフの成功により、リーグは大学フットボールのルールをそのまま使用することをやめ、独自のルールを策定するようになった。
1. スクリメージラインの後ろであれば、どこでもフォワードパスが可能となった。それまでは、スクリメージラインから最低5ヤード下がる必要があった。これは、前年のプレイオフでハンドオフをうけたFBが投じたフォワードパスがスクリメージラインから5ヤード下がっていなかったとして論争になったことから改正されたものである。このルールは、FBの名前から「ブロンコ・ナグルスキー・ルール」と呼ばれている。
2. 両サイドラインから10ヤードの所にハッシュマークが設けられ、全てのプレーがハッシュマーク内から開始されることになった。
3. フィールドゴールを増やし、引き分けの試合を減らすため、ゴールポストをエンドラインから10ヤード手前のゴールラインに移動した（現在はエンドラインに戻っている）。
4. ゴールポストがゴールラインに移動したのに伴って、以下の2点が規定された。
  - パントキックが選手に触れる前にゴールポストにあたった場合はタッチバックになる。
  - エンドゾーンからパントキックをしたボールがゴールポストに当たり、エンドゾーンから後ろに出た場合や、キッキングチームがエンドゾーンでリカバーした場合はセイフティになる。

## 順位表
| ニューヨーク・ジャイアンツ   | 11 | 3 | 0 | .786 | 7-1   | 244 | 101 | 17.4 | 7.2  |
| ブルックリン・ドジャース     | 5  | 4 | 1 | .556 | 2-2-1 | 93  | 54  | 9.3  | 5.4  |
| ボストン・レッドスキンズ     | 5  | 5 | 2 | .500 | 2-3   | 103 | 97  | 8.6  | 8.1  |
| フィラデルフィア・イーグルス | 3  | 5 | 1 | .375 | 1-2   | 77  | 158 | 8.6  | 17.6 |
| ピッツバーグ・パイレーツ     | 3  | 6 | 2 | .333 | 1-5-1 | 67  | 208 | 6.1  | 18.9 |

| シカゴ・ベアーズ         | 10 | 2 | 1 | .833 | 7–0 | 133 | 82  | 10.2 | 6.3  |
| ポーツマス・スパルタンズ | 6  | 5 | 0 | .545 | 3–4 | 128 | 87  | 11.6 | 7.9  |
| グリーンベイ・パッカーズ | 5  | 7 | 1 | .417 | 2–4 | 170 | 107 | 13.1 | 8.2  |
| シンシナティ・レッズ     | 3  | 6 | 1 | .333 | 2–2 | 38  | 110 | 3.8  | 11.0 |
| シカゴ・カージナルス     | 1  | 9 | 1 | .100 | 1–5 | 52  | 101 | 4.7  | 9.2  |